# August Hallermann

August Hallermann

August Hallermann (* 10. Oktober 1896 in Hamm; † 26. Juni 1966 in Wehrda) war ein deutscher Politiker (NSDAP), Agrarfunktionär und SS-Führer.

## Leben und Wirken
In seiner Jugend besuchte Hallermann das Bismarck-Realgymnasium in Dortmund, das er am 2. August 1914 anlässlich des Ausbruchs des Ersten Weltkrieges verließ, um sich als Kriegsfreiwilliger zu melden. Nach dreijähriger Kriegsteilnahme wurde er Ende 1917, nach fünfmaliger Verwundung, als Kriegsinvalide aus dem kaiserlichen Heer entlassen. Anschließend arbeitete er viereinhalb Jahre lang in der Landwirtschaft, um von 1922 bis 1923 an den Universitäten Münster und Halle zu studieren, die er nach der Ablegung der Prüfungen für Diplomlandwirte, Landwirtschaftslehrer und Tierzuchtinspektoren als Dr. rer. nat. verließ.
Seit 1925 war Hallermann Beamter der Landwirtschaftskammer für die Provinz Sachsen, in der er zum Oberlandwirtschaftsrat befördert wurde. Zum 1. Dezember 1928 trat Hallermann in die NSDAP ein (Mitgliedsnummer 139.024), in der er Aufgaben als Gaufachberater der Partei übernahm. 1933 wurde Hallermann Direktor des Verbandes der landwirtschaftlichen Genossenschaften der Provinz Sachsen und der angrenzenden Staaten in Halle und später auch dessen Präsident. Ab 1935 war er landwirtschaftlicher Gaufachberater. Außerdem wurde er als Ministerialrat in das Reichs- und Preußische Ministerium für Ernährung und Landwirtschaft aufgenommen und dem Reichsnährstand ab 1934 als Generalinspekteur zugeteilt.
1937 wurde Hallermann Präsident des Verbandes der landwirtschaftlichen Genossenschaften der Provinz Sachsen und der angrenzenden Staaten. Außerdem wurde er 1940 Preußischer Provinzialrat.
Von 1932 bis zur Auflösung dieser Körperschaft im Herbst 1933 war Hallermann Mitglied des Preußischen Landtages. Anschließend saß er von November 1933 bis zum Ende der NS-Herrschaft im Frühjahr 1945 als Abgeordneter für den Wahlkreis 11 (Merseburg) im nationalsozialistischen Reichstag. In der SS (Mitgliedsnummer 218.836) erreichte er mindestens den Rang eines Standartenführers.